# Francisco Navarro Villoslada
Francisco Navarro Villoslada (Viana, 9 ottobre 1818 – Viana, 29 agosto 1895) è stato un giornalista, politico, saggista e novellista spagnolo, sostenitore di Comunione Tradizionalista.

## Biografia
Il suo nome completo era Francisco de Borja Navarro Villoslada y Navarro Villoslada (i suoi genitori, Manuel e María del Pilar, erano cugini, da cui la ripetizione del cognome), e nacque in una casa del XVII secolo accanto alla chiesa in rovina di San Pedro, nella cittadina navarrese di Viana. L'edificio in cui nacque è stato ristrutturato dal Comune di Viana e dal 2005 è occupato dalla biblioteca pubblica locale. La sua famiglia era di ideologia liberale elisabettiana, possedeva alcune terre e godeva di diverse cappellanie.
Frequentò i primi studi nella sua città natale. Appassionato lettore fin dalla più tenera età, l'imponente ambiente medievale della città colpì la sua mente e iniziò a provare curiosità per le epoche passate e a scrivere i suoi primi testi sotto forma di poesie e racconti. La sua famiglia, di ferma fede, gli trasmise la vocazione religiosa cosicché nel 1829 si recò all'Università di Santiago de Compostela per studiare filosofia (dal 1829 al 1832) e teologia (dal 1832 al 1836) a casa di due zii canonici della cattedrale. Fu viene persino ordinato minore. Già a quel tempo produceva una rivista manoscritta, La Mariposa.
Tuttavia, all'inizio del 1836, durante la Prima guerra carlista, dovette tornare a Viana per prestare servizio come soldato nella Guardia nazionale, corpo in cui già prestavano servizio il padre e un altro parente, perché lo zio Nazario era stato ucciso in un'imboscata carlista mentre scortava la posta dalla vicina città di Logroño a Viana. La Prima guerra civile carlista segnò così la sua vita. In quel periodo, scrisse il poema Bilbao libre, poi ribattezzato Luchana (1837), in cui racconta il terzo assedio di Bilbao da parte dei carlisti ed elogia il suo liberatore, il generale liberale Baldomero Espartero, come gli ricorderanno i suoi nemici anni dopo. Nel 1839 divenne allievo dei Telegrafos a Logroño.
Dal 1840 al 1845 frequentò l'Università Complutense di Madrid per studiare legge e, poiché il patrimonio familiare era stato depauperato dalle devastazioni della guerra, iniziò a contribuire a vari giornali e settimanali per pagare i corsi, lavorando anche come redattore per La Gaceta. Nel 1841 fu nominato membro del Liceo Artístico y Literario e nel 1842 lesse un poema in memoria di José de Espronceda; nello stesso anno creò la rivista El Arpa del Creyente e nel 1844 presentò in prima assoluta due commedie, Los encantos de la voz e La prensa libre. Dopo aver terminato gli studi nel 1845, nel 1846 diresse addirittura quattro pubblicazioni: El Semanario Pintoresco Español, El Siglo Pintoresco, El Español e la sua Revista Literaria. In quel periodo strinse amicizia con scrittori del Romanticismo conservatore, come Gabriel García Tassara, Nicomedes Pastor Díaz, José Zorrilla, Ángel de Saavedra e il giornalista Andrés Borrego. Nel 1847, dopo aver sposato Teresa de Luna y Crespo, si stabilì a Vitoria, città natale della moglie, dove lavorò come segretario del governatore civile di Álava e censore teatrale dal 1849; qui conobbe anche il filo-nazionalista basco Augustin Chaho e il fuerista filo-alaviense Pedro de Egaña; con quest'ultimo fondò il giornale La España. Ebbe due figlie, Blanca e Petra, ma nel 1851 la moglie morì ed egli tornò a Madrid nel 1853 con le figlie ancora piccole, per riprendere la sua attività letteraria. Dopo il Biennio Progressista (dal 1854 al 1856), entrò nel Ministero degli Interni e fu successivamente terzo, secondo e primo ufficiale, venendo talvolta destituito 
dal suo incarico.

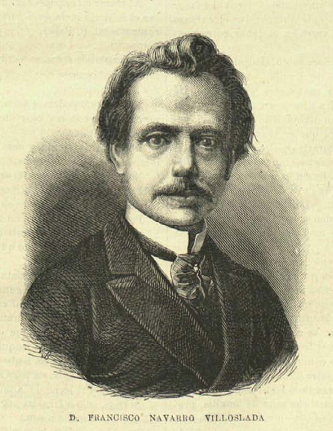
Francisco Navarro Villoslada, in La Ilustración Católica, 1878.

Collaborò regolarmente a El Correo Nacional (dal 1838 al 1839), El Español (dal 1845 al 1847) e El Padre Cobos (dal 1854 al 1855); in questo periodo (1855) frequentò le riunioni di Mariano Roca de Togores e appartenne al gruppo noto come neos o neocatólicos. Curò anche il Semanario Pintoresco (1846), El Siglo Pintoresco (1845-1847), La España (1848), El Parlamento, La Fe e La Ilustración Católica.
Nel 1860, insieme ai neocattolici Gabino Tejado e José Alonso Ibáñez, fondò El Pensamiento Español, che difendeva il tradizionalismo cattolico e papa Pio IX sulla scia della "questione romana", rivista il cui primo numero fu pubblicato il 2 gennaio di quell'anno; nel 1869 passò quarantacinque giorni nel carcere del Saladero insieme al fratello Ciriaco, amministratore del giornale, per aver pubblicato un articolo in cui si confrontava con Manuel Ruiz Zorrilla, Ministro dei Lavori Pubblici che aveva ordinato un inventario dei gioielli delle chiese come passo preliminare alla loro confisca. Uscito di prigione, andò in esilio per evitare ulteriori persecuzioni e divenne segretario del pretendente carlista a Ginevra; il 25 gennaio 1870 si ruppe una gamba mentre si trovava a Vienna e dovette lasciare questo incarico.
Dal punto di vista politico, passò da un timido liberalismo negli anni Trenta del XIX secolo (come dimostra la sua poesia in lode del generale Espartero) al Partito moderato negli anni Cinquanta del XIX secolo. Rimase nel Partito moderato fino alla Rivoluzione del 1868, quando aderì al carlismo e andò in esilio per cinque anni a partire dal 1869. Era stato tre volte membro del Congresso per i moderati (per Estella dal 1857 al 1858 e per Pamplona nel 1866 e poi dal 1867 al 1868). Durante l'esilio, dal 1869 al 1871, fu segretario personale del pretendente Carlo Maria di Borbone-Spagna; dopo il suo incidente nel 1870, gli fu concesso il titolo di barone di Villoslada. Nel 1871 poté tornare in Spagna grazie all'immunità concessagli dall'elezione a senatore  del regno per Barcellona per il Partito Tradizionalista, ma nel 1872, allo scoppio della Terza guerra carlista, si ritirò dalla politica attiva, andò e tornò da Madrid a Viana e si dedicò alla stesura del romanzo storico Amaya o Los Vascos en el siglo VIII (Amaya o I Baschi nell'VIII secolo). Alla morte di Cándido Nocedal, il pretendente lo richiamò nel 1885 per riunire la stampa dei carlisti scissi, ma egli fallì in questa missione e abbandonò l'incarico nel 1886 non solo perché i suoi stessi amici lo definivano un traditore, ma anche a causa della sua cattiva salute. Morì il 29 agosto 1895.
La lettura di Walter Scott lo fece appassionare al genere del romanzo storico, di cui padroneggiò il documentato dettaglio ambientale e con il quale ottenne un grande successo letterario e un grande profitto economico in un periodo in cui questo genere cominciava a declinare a causa dell'ascesa del romanzo realista borghese. Ne compose tre: Doña Blanca de Navarra (1847), che alcuni considerano il miglior romanzo romantico spagnolo, ebbe altre sei edizioni e fu tradotto in portoghese e in inglese; Doña Urraca de Castilla (1849) e il suo celebre Amaya o los vascos en el siglo VIII (1879, anche se fu distribuito come folletín tra il 1877 e il 1879 nel quindicinale La Ciencia Cristiana), romanzo per il quale è fondamentalmente ricordato, in cui si evidenzia il protagonismo dei baschi nella lotta contro l'Islam: con la monarchia visigota in rovina, i baschi si introdussero nella religione cristiana per opporsi ai musulmani, ripopolando la Castiglia. L'opera epica narra avventure e leggende, come quella famosa di Teodosio de Goñi e San Miguel de Aralar, e crea personaggi letterari che diventano quasi dei miti: Amaya, Lorea, Amagoya, García Jiménez... Alimentò il seme del nazionalismo basco e ha ispirato un film (1952) e l'opera omonima di Jesús Guridi (1920).
Il tono della sua narrazione è moraleggiante e offre una visione provvidenzialista della storia; i personaggi sono prototipici e c'è manicheismo, nel senso che sono o molto buoni o molto cattivi; tuttavia utilizza l'umorismo e l'ironia e infarcisce la sua elaborata prosa con arcaismi che le conferiscono un sapore antico e cervantino; ci sono riferimenti biblici e abbondanti proverbi e modi di dire.
Historia de muchos Pepes ha per protagonista una canaglia che conosce a fondo gli ambienti giornalistici dell'epoca.
Si cimentò anche nel teatro con le commedie La prensa libre e Los encantos de la voz e con il libretto della zarzuela La dama del re, rappresentata per la prima volta nel 1865 con musica di Emilio Arrieta, tra le altre opere inedite. Il governo di Bermúdez de Castro gli commissionò uno studio sulla stampa in Francia e in Austria, motivo per il quale si recò in questi Paesi tra il 1857 e il 1858; a seguito di questo viaggio, rimase inedito il suo Itinerario de Madrid a Viena e Historia de la Imprenta Nacional comparada con las del Estado en París y Viena (1881).
Pubblicò una serie di noti articoli intitolati Textos vivos in El Pensamiento Español contro l'eterodossia universitaria, che includevano critiche sia al materialismo di Pedro Mata che allo spiritualismo krausista progressista dell'ispiratore della Institución Libre de Enseñanza, Julián Sanz del Río. Gumersindo Laverde lo raccomandò nel 1877 al suo pupillo Menéndez Pelayo: 
L'archivio di Navarro Villoslada si trova nell'Archivio Generale dell'Università di Navarra.

## Opere
- Obras completas de Francisco Navarro Villoslada, edición de Juan Nepomuceno Goy, Madrid, Ediciones Fax, 1947
- Obras completas, ed. y dir. de Segundo Otazu Jaurrieta, Pamplona, Mintzoa, 1990.

### Narrativa
- Las dos hermanas (1845), novela corta por entregas publicada en El Español
- El Antecristo (1845), novela corta por entregas publicada en El Español, inacabada por quiebra del periódico.
- La princesa de Viana (1847; en segunda edición se tituló Doña Blanca de Navarra, crónica del Template:Siglo: intitulada Quince días de reinado (1847). Hay ed. facs. de L. Artica Asumendi, est. prelim. de Carlos Mata Induráin, Pamplona, L. Artica, 1997 y también una edición moderna, con introd. y notas de S. Lorente, San Sebastián, F. Navarro, 2002.
- El caballero sin nombre (1847)
- Doña Toda de Larrea o La madre de la Excelenta (1848); hay ed. moderna con introd. y notas de Carlos Mata Induráin, Madrid, Castalia, 1998.
- Doña Urraca de Castilla. Memorias de tres canónigos (1849)
- La mujer de Navarra (1873)
- Amaya o los vascos en el siglo VIII (1877). Muy reimpresa modernamente: Edebé (Barcelona 1963), Gran Enciclopedia Vasca (Bilbao 1969, 1973, 1974, 1977), Círculo de Amigos de la Historia (Madrid 1972), Giner (Madrid 1979), Caja de Ahorros Municipal (Pamplona 1981), Amigos del Libro Vasco (Echevarri 1985, bajo la forma Amaia), Orbis (Barcelona 1988), Ttarttalo (San Sebastián 1991, 1995) y una ed. y prólogo de Carlos Mata Induráin, Pamplona, Fundación Diario de Navarra, 2002.
- Historia de muchos pepes (1879), novela publicada por entregas en El Fénix, y en forma de libro en 1911.
- Relatos: La muerte de César Borja, El castillo de Marcilla, Mi vecina, Aventuras de un filarmónico, El remedio del amor y La luna de enero
- El hijo del fuerte o Los bandos de Navarra, manoscritto inedito.
- El cuadrillero de la Santa Hermandad, manoscritto inedito.

### Teatro
- Con Manuel Juan Diana, Los encantos de la voz (1844), commedia.
- La prensa libre (1844), commedia in versi
- La dama del rey (1855), zarzuela con musica di Emilio Arrieta.
- Echarse en brazos de Dios (1855), dramma storico
- Un Don Quijote al revés o Pródigo de sí mismo, manoscritto inedito.
- Enamorar con peluca, manoscritto inedito
- Ser esposa y madre fiel, manoscritto inedito
- El medio entre dos extremos, manoscritto inedito

### Poesia
- Luchana (1840)
- Obra poética, ed. y est. prelim. de Carlos Mata Induráin, Pamplona, Departamento de Educación y Cultura, 1997

### Biografie
- Compendio de la vida de San Alfonso María de Ligorio, obispo, doctor de la Iglesia y fundador de la Congregación del Santísimo Redentor, Madrid, Tipografía de los Huérfanos, 1887.
- Con el pseudónimo de Thomas Wisdom, Estudio histórico militar de Zumalacárregui y Cabrera, Madrid: Pinto Impresor, 1890.

### Altri scritti
- La España y Carlos VII, París, Adrien Le Clere, 1868
- Historia de la Imprenta Nacional comparada con las del Estado en París y Viena (1881), manuscrito inédito.
- Itinerario de Madrid a Viena, manuscrito inédito

### Traduzioni
- Augustin Berthe, García Moreno, Presidente de la República del Ecuador. Vengador y mártir del derecho cristiano, París, Victor Retaux et Fils, Libraires-Éditeurs, 1891 y 1892, 2 vols.
- Alejandro Dumas, Agenor de Mauleón, el de la mano de hierro. Madrid, 1847.

## Monumento a Pamplona
[[Imagen:Pamplona - Monumento a Francisco Navarro Villoslada 1.jpg|Monumento a Navarro Villoslada a Pamplona (Materiali e tecnica: Pietra scolpita. Misure: insieme: 400 cm; García Ximénez: 212 cm; Amaya: 204 cm. Ubicazione: Rotatoria di fronte all'Hotel de los Tres Reyes, in Calle Navas de Tolosa. Inaugurato il 26 settembre 1918)|thumb|]]
Nel 1918, in coincidenza con il primo centenario della nascita di Francisco Navarro Villoslada, il Consiglio provinciale di Navarra e il Comune di Pamplona decisero di rendergli omaggio erigendo un monumento in suo onore, per il quale fu indetto un concorso di progettazione, vinto dalla proposta dell'architetto basco Pedro Muguruza e dello scultore sivigliano Lorenzo Coullaut Valera.
Il monumento, innalzato su un piedistallo a tre livelli, è costituito da una sobria struttura architettonica, a cui si aggiunge un gruppo di tre sculture. Ai lati, con le braccia tese che circondano lo stemma della Navarra, si trovano le figure di García Jiménez e di sua moglie Amaya, protagonisti di Amaya o los vascos en el siglo VIII, il romanzo storico di maggior successo di Navarro Villoslada. Il busto dello scrittore, dai tratti realistici, completa l'insieme.

## Casa natale a Viana
Francisco Navarro Villoslada nacque a Viana, in Rúa de San Pedro, oggi al numero 22. Dopo una vita movimentata, terminò i suoi giorni nello stesso luogo. Alcuni anni dopo, il comune dedicò allo scrittore la via dove si trova la sua casa, che ora si chiama via Navarro Villoslada. Sulla facciata dell'edificio si trova una targa in marmo bianco che indica entrambi gli anniversari e ricorda lo scrittore come Cantor de la raza vasca (cantore della razza basca).
Il sito occupato dalla casa è stato ristrutturato e trasformato in una biblioteca pubblica inaugurata nel 2005. È composta da una cantina, un piano terra con una sala per le assemblee, il primo piano ospita la biblioteca, il secondo la sala di lettura e il sottotetto è utilizzato come magazzino. Nell'ingresso si trova una vetrina contenente diversi documenti relativi alla vita dello scrittore.
Un aneddoto su questa casa è che vi abitò la famiglia dello scrittore Pablo Antoñana Chasco, che lavorava come domestico, e che vi nacque anche questo secondo scrittore vianese.